# Даль, Райан
Райан Даль (англ. Ryan Dahl) — американский инженер-программист и первоначальный разработчик Node.js.

## Ранняя жизнь и образование
Даль (родился в 1981 году) вырос в Сан-Диего, штат Калифорния. Его мать купила ему Apple IIc, когда ему было шесть лет. Райан учился в колледже в Сан-Диего, а затем перешёл в Калифорнийский университет в Сан-Диего, где изучал математику. Затем он пошёл в аспирантуру по математике в Рочестерский университет, где изучал алгебраическую топологию, которую он когда-то считал «очень абстрактной и красивой» в течение нескольких лет, но позже ему это надоело, потому что «это было не очень применимо к реальной жизни».
Как только он понял, что не хочет быть математиком до конца своей жизни, он бросил аспирантуру и купил билет в одну сторону в Южную Америку и прожил там год, где работал веб-разработчиком. Он работал с Ruby on Rails над сайтом для сноубордической компании.

## Node.js
После работы над проектом Node с 2009 года Даль объявил в январе 2012 года, что он отойдёт от проекта и передаст бразды правления Исааку Шлютеру - создателю NPM, а затем сотруднику Joyent.
Райан Даль назвал следующую причину ухода из проекта: «После трёх лет работы над Node, у меня появится время для работы над исследовательскими проектами. Я до сих пор являюсь сотрудником Joyent, и буду консультировать их, но не буду вовлечённым в рутинное исправление ошибок.»
Покинув проект Node.js, Райан Даль написал предисловие к Node: Up and Running, книгу О’Рейли 2012 года, написанную Томом Хьюз-Краучером и Майком Джориком где он заявил, что выздоровел после его первоначальные замечания по поводу технологии: «Хоть прежде я и воздерживался от рекомендаций для его использования в критических приложениях, теперь я могу с чистой совестью рекомендовать Node даже для самых требовательных серверных систем.»

## Deno
В своём выступлении на тему «10 вещей, о которых я жалею в Node.js» Даль представил в 2018году Deno, среду выполнения JavaScript / TypeScript, созданную с использованием V8, Rust и Tokio.